# Melvin Goes to Dinner
Melvin Goes to Dinner est un film américain réalisé par Bob Odenkirk et sorti en salles le 4 décembre 2003.

## Distribution
- Michael Blieden : Melvin
- Stephanie Courtney (en) : Alex
- Matt Price : Joey
- Annabelle Gurwitch (en) : Sarah
- Kathleen Roll : Serveuse
- Maura Tierney : Leslie
- Jenna Fischer : Hôtesse
- Jacqueline Heinze : Rita
- Laura Kightlinger : Laura
- Fred Armisen : Vesa
- Jerry Minor (en) : Solly
- James Gunn : Scott
- BJ Porter (en) : Flight Attendant
- Tucker Smallwood : Passenger
- Kristen Wiig : Extra

Non crédités au générique
- Jack Black
- Melora Walters